# Liste der diplomatischen Vertretungen in Zypern

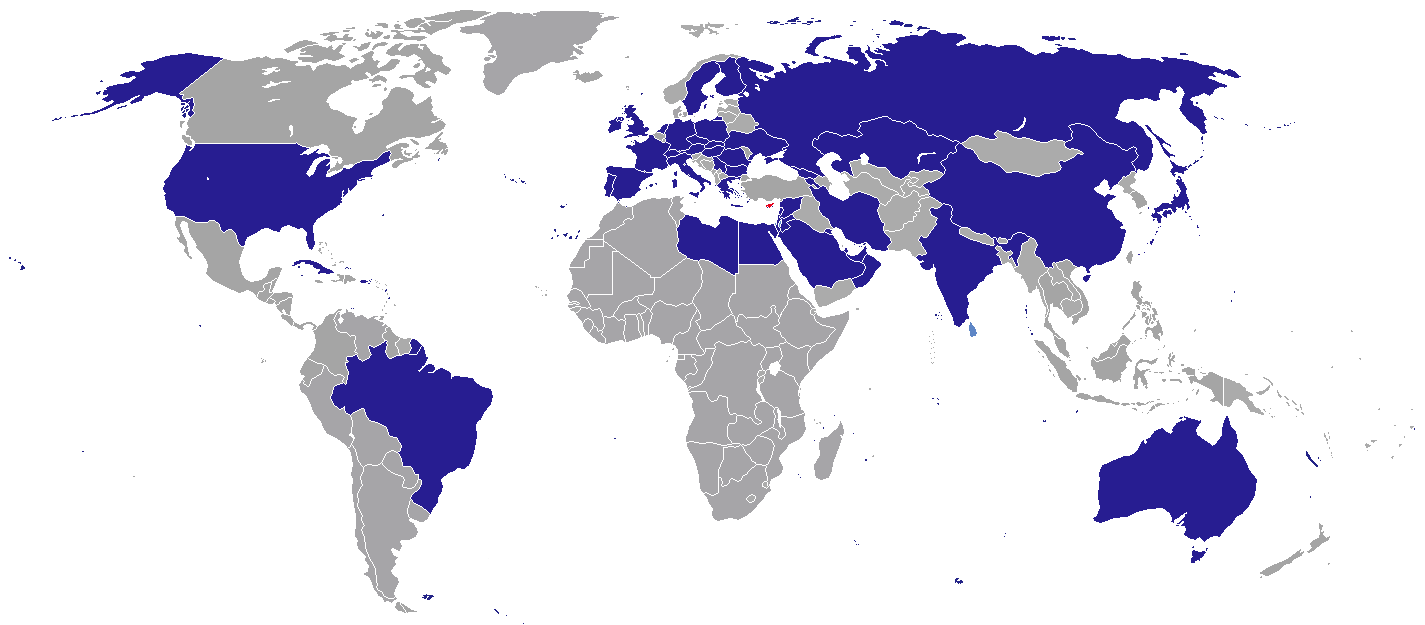
Staaten mit einer Botschaft in Zypern

Die Liste der diplomatischen Vertretungen in Republik Zypern führt Botschaften und Konsulate auf, die in der Republik Zypern eingerichtet sind (Stand 2019).

## Botschaften in Nikosia
44 Botschaften sind in Zyperns Hauptstadt Nikosia eingerichtet (Stand 2019).

### Staaten
| - Ägypten: Botschaft - Australien: Hohe Kommission - Brasilien: Botschaft - Bulgarien: Botschaft - Deutschland: Botschaft - Finnland: Botschaft - Frankreich: Botschaft - Georgien: Botschaft - Griechenland: Botschaft - Indien: Hohe Kommission - Iran: Botschaft - Irland: Botschaft - Israel: Botschaft - Italien: Botschaft - Japan: Botschaft |  | - Jordanien: Botschaft - Kuba: Botschaft - Kuwait: Botschaft - Libanon: Botschaft - Libyen: Botschaft - Niederlande: Botschaft - Oman: Botschaft - Österreich: Botschaft - Palästina: Botschaft - Polen: Botschaft - Portugal: Botschaft - Katar: Botschaft - Rumänien: Botschaft - Russland: Botschaft |  | - Saudi-Arabien: Botschaft - Schweden: Botschaft - Schweiz: Botschaft - Serbien: Botschaft - Slowakei: Botschaft - Spanien: Botschaft - Syrien: Botschaft - Tschechien: Botschaft - Ukraine: Botschaft - Vereinigte Arabische Emirate: Botschaft - Vereinigtes Königreich: Hohe Kommission - Vereinigte Staaten: Botschaft - Volksrepublik China: Botschaft |

### Vertretungen Internationaler Organisationen
- Malteserorden: Botschaft
- Vatikanstadt: Botschaft